# Бутан на Светском првенству у атлетици на отвореном 2019.
Бутан је на 17. Светском првенству у атлетици на отвореном 2019. одржаном у Дохи од 27. септембра до 6. октобра учествовао шести пут. Репрезентацију Бутана представљао је један такмичар који се такмичио у трци на 100 метара,
На овом првенству представник Бутана није освојио ниједну медаљу али је оборио национални и лични рекорд.

## Учесници
Мушкарци:
- Динеш Кумар Дакал — Трка на 100 метара

## Резултати

### Мушкарци
| Атлетичар         | Дисциплина | Лични рекорд | Предтакмичење | Предтакмичење | Квалификације        | Квалификације        | Полуфинале           | Полуфинале           | Финале               | Финале       | Детаљи |
| Атлетичар         | Дисциплина | Лични рекорд | Резултат      | Место         | Резултат             | Место                | Резултат             | Место                | Резултат             | Место        | Детаљи |
| ----------------- | ---------- | ------------ | ------------- | ------------- | -------------------- | -------------------- | -------------------- | -------------------- | -------------------- | ------------ | ------ |
| Динеш Кумар Дакал | 100 м      |              | 11,64 НР, ЛР  | 6. у гр. 4    | Није се квалификовао | Није се квалификовао | Није се квалификовао | Није се квалификовао | Није се квалификовао | 53 / 65 (68) |        |